# Песня арвальских братьев

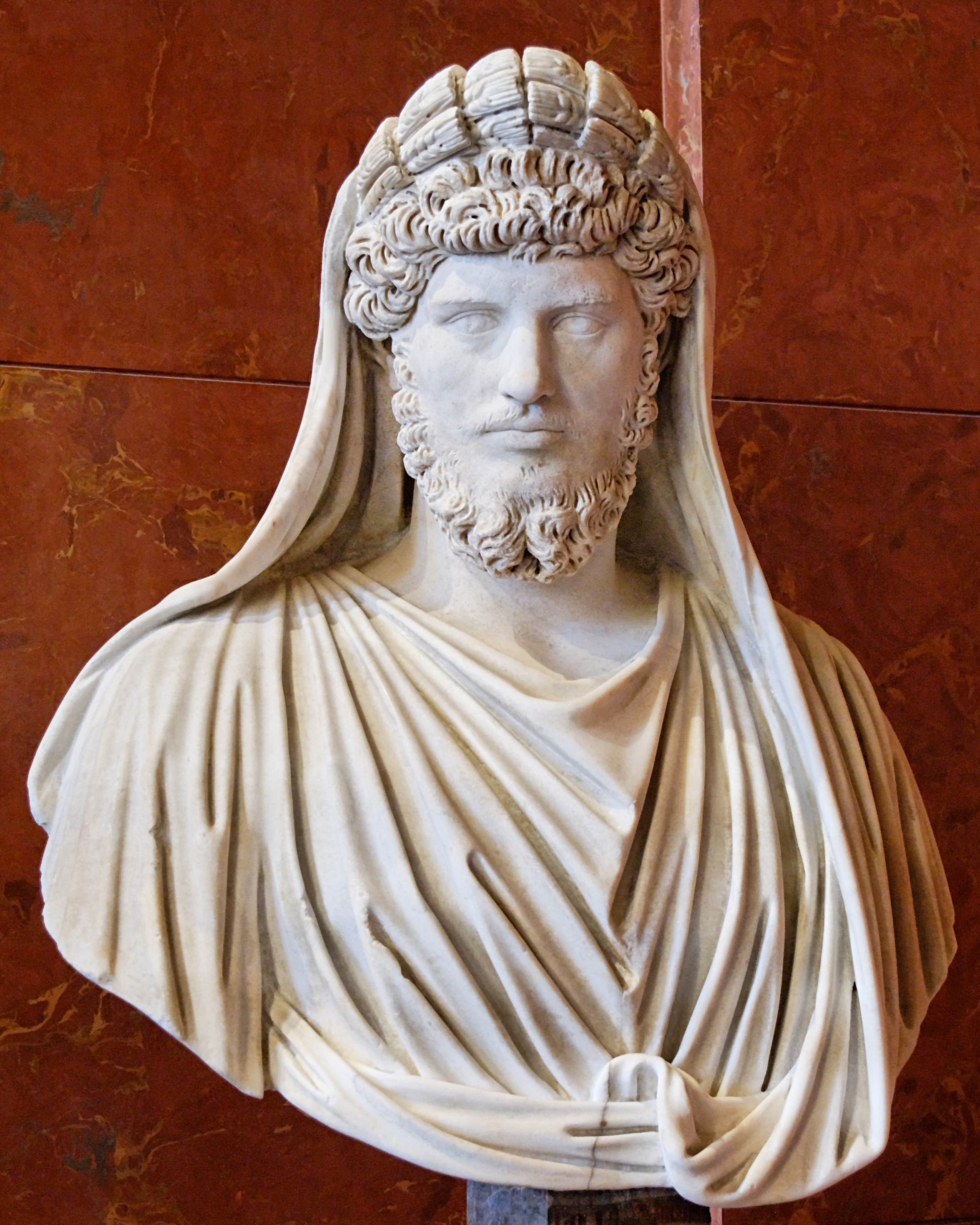
Бюст императора Луция Вера в образе арвальского брата (около 160 года н.э.)

Пе́сня арва́льских бра́тьев (лат. Carmen Arvale, букв. «Арвальская песня») — древнеримский гимн арвальских братьев.
Арвальские жрецы поклонялись богине земледелия по имени Деа Диа и приносили ей жертвоприношения, чтобы обеспечить плодородный урожай. Братья всегда выбирались из семей патрициев, в то время как император во времена Римской империи всегда был магистром арвальских жрецов.
Текст этого древнего гимна сохранился в записи, датируемой 218 годом н. э., которая содержит тексты о заседаниях «братьев». Записи сделаны в архаичной форме латинского языка, которые уже в эпоху империи были непонятны.
После полудня «братья» надевали свои тоги, собирались в тетрастиле (храм с четырьмя колоннами на переднем фасе), приносили жертвоприношения, съедали свиней и пили кровь. Затем они шли в лес, где под руководством промагистра убивали жирную овцу и исследовали её внутренности. После этого обряда приносились в жертву ладан и вино. Вернувшись в храм, совершались либации около урн и перед храмом. Когда все возвращались к алтарю храма, каждый арвальский брат получал за участие в церемонии вознаграждение в 100 денариев. После ещё нескольких ритуалов братья запирали храм, из которого выходили все посторонние. Запершиеся в храме жрецы поднимали до пояса претексты, брали богослужебные книги и плясали, распевая:

Лары, придите к ним на помощь.
Марс, не дай напасть на толпу смерти и разорению.
Насыться, жестокий Марс. Ты (обращаясь к одному из братьев) вскочи на порог. Стой! Бей порог.
Вы, а потом вы, призывайте всех демонов (обоготворенных покойников или же сельские божества).
Ты же, Марс, приди к нам на помощь.
Скачите!
Оригинальный текст (лат.)
Enos Lases juvate (три раза).
Neve luae rue, Marma, sins incurrere in pleores (три раза).
Satur fu fere Mars. Limen sali. Sta. Berber (трижды).
Semunis alternei advocapt conctos (трижды).
Enos, Marmor, juvato (три раза).

Triumpe (5 раз) 

После пляски входили общественные рабы и забирали книги.
В тексте упоминаются лары, древнеримские божества, покровительствующие бытовым вещам (например, дом, очаг или община), а также Марс, которого умоляют не насылать бедствий на поля, прося его быть сытым.